# Pseudomallada hadimensis
Pseudomallada hadimensis is een insect uit de familie van de gaasvliegen (Chrysopidae), die tot de orde netvleugeligen (Neuroptera) behoort. 
Pseudomallada hadimensis is voor het eerst wetenschappelijk beschreven door Canbulat & Kiyak in 2005.